# أرتي (مدينة)
أرتي (بالروسية: Арти) هي مدينة في مقاطعة سفيردلوفسك أوبلاست في روسيا. يبلغ عدد سكانها حوالي 13455 نسمة.